# Frans van Mieris (II)
Frans van Mieris (II), voluit Frans Jansz. van Mieris, ook Frans van Mieris de Jonge genoemd (Leiden, 24 december 1689 - aldaar, 19 mei 1763), was een Noord-Nederlands kunstschilder.
Frans van Mieris (II) stond in de traditie van zijn grootvader Frans van Mieris (I) (1635-1681), vader Willem van Mieris (1662-1747) en oom Jan van Mieris (1660-1690), maar hij was ook collectionneur van munten en penningen en uitgever van oude handschriften en kunsthandelaar. Frans van Mieris (II) verdedigde lange tijd de echtheid van de valse Rijmkroniek van Klaas Kolijn, maar wees later Henrik Graham (overleden 1740/45) ten onrechte aan als waarschijnlijke auteur. Van Mieris' uitgave in 1753 van oorkonden van de graven van Holland bevat tot eind twintigste eeuw de enige editie van menige grafelijke oorkonde van vóór 1300.

## Leven
Frans van Mieris (II) was een zoon van Willem van Mieris (geb. 3 juni 1662 te Leiden - overl. 26 januari 1747 te Leiden) en Agneta Chapman (geb. 24 december 1689 te Leiden - gest. 22 oktober 1763 te Leiden. Hij bleef ongehuwd. Als vanzelfsprekend kwam hij te werken op het atelier van Van Mieris en verdiende hij zijn brood met het schilderen van historieschilderijen, portretten en verluchten van winkels en binnenhuizen. Frans van Mieris (II) beschikte over een groot tekentalent. Dat is wellicht ook de reden, dat hij directeur werd van de Teeken-Academie in Leiden, een functie die hij de rest van zijn leven zou behouden. Daarnaast was Van Mieris verzamelaar van en publicist over munten en penningen en beoefenaar van de vaderlandse geschiedenis. Vanwege zijn geschiedkundige activiteiten stond Van Mieris in contact met onder anderen Gerard van Loon, Hendrik Cannegieter, Cornelis van Alkemade en diens schoonzoon Pieter van der Schelling. Een groot deel van de nalatenschap van Van Mieris is bewaard gebleven. De bibliotheek van de Maatschappij der Nederlandse Letterkunde te Leiden bezit een aantal brieven van en aan hem. In 1864 verscheen in 's-Gravenhage een catalogus van zijn bibliotheek.

## Schilder- en tekenkunst
Men vermoedt, dat Frans van Mieris (II) geen lid is geweest van het Leidse St. Lucasgilde, omdat hij zich in eerste instantie wilde richten op de belangen van de Leidse Tekenacademie, die door zijn vader Willem van Mieris was opgericht en waarvan hij in 1736 werd aangesteld als 'bestierder of opziener'. Werk van Van Mieris is o.a. te zien in het Stedelijk Museum De Lakenhal te Leiden, Museum Boijmans Van Beuningen te Rotterdam en in het Rijksmuseum in Amsterdam.
- 1703-1715 Rev. dr. Cox Macro
- 1720 Flora
- 1727 Hercules op de kruising.
- 1730 Visverkoper en Poelierster.
- 1740 Oude man met boek, olieverf op paneel.
- 1742 Drie generaties
- 1750 Portret van Pieter de la Court en zijn vrouw Gertruida Jacoba de Bye.

## Galerie

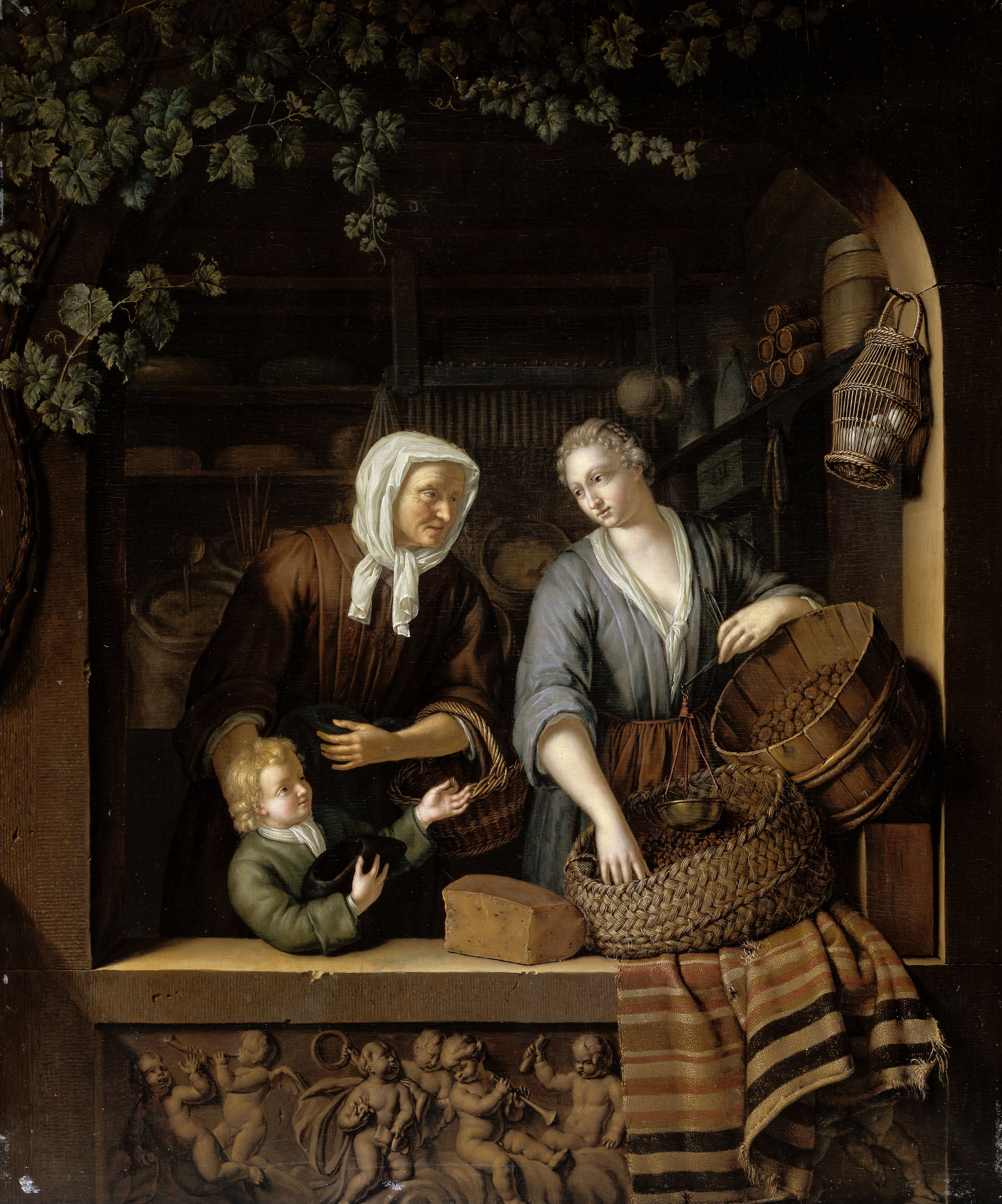
De kruidenierster (1715)
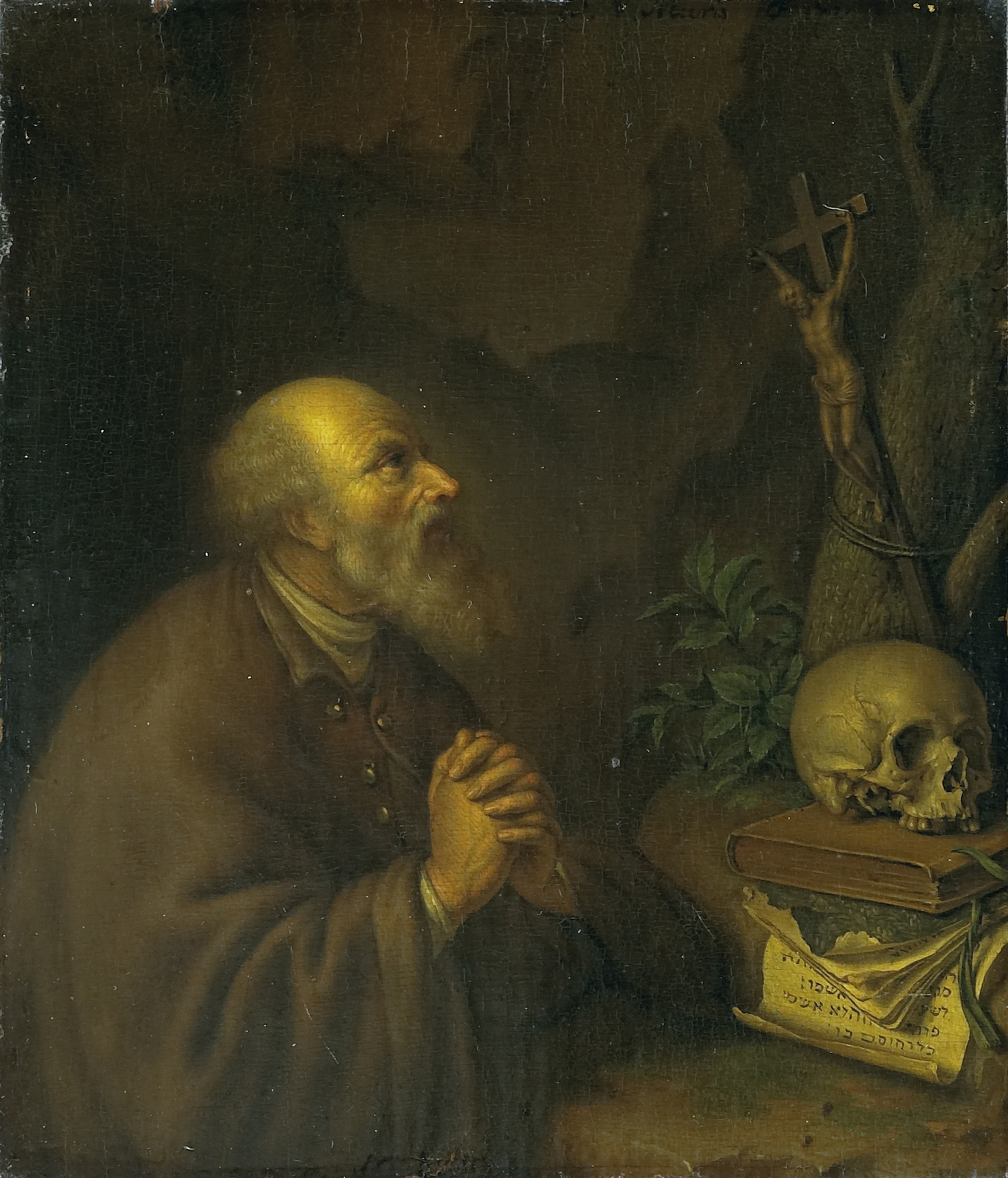
De kluizenaar (1721)
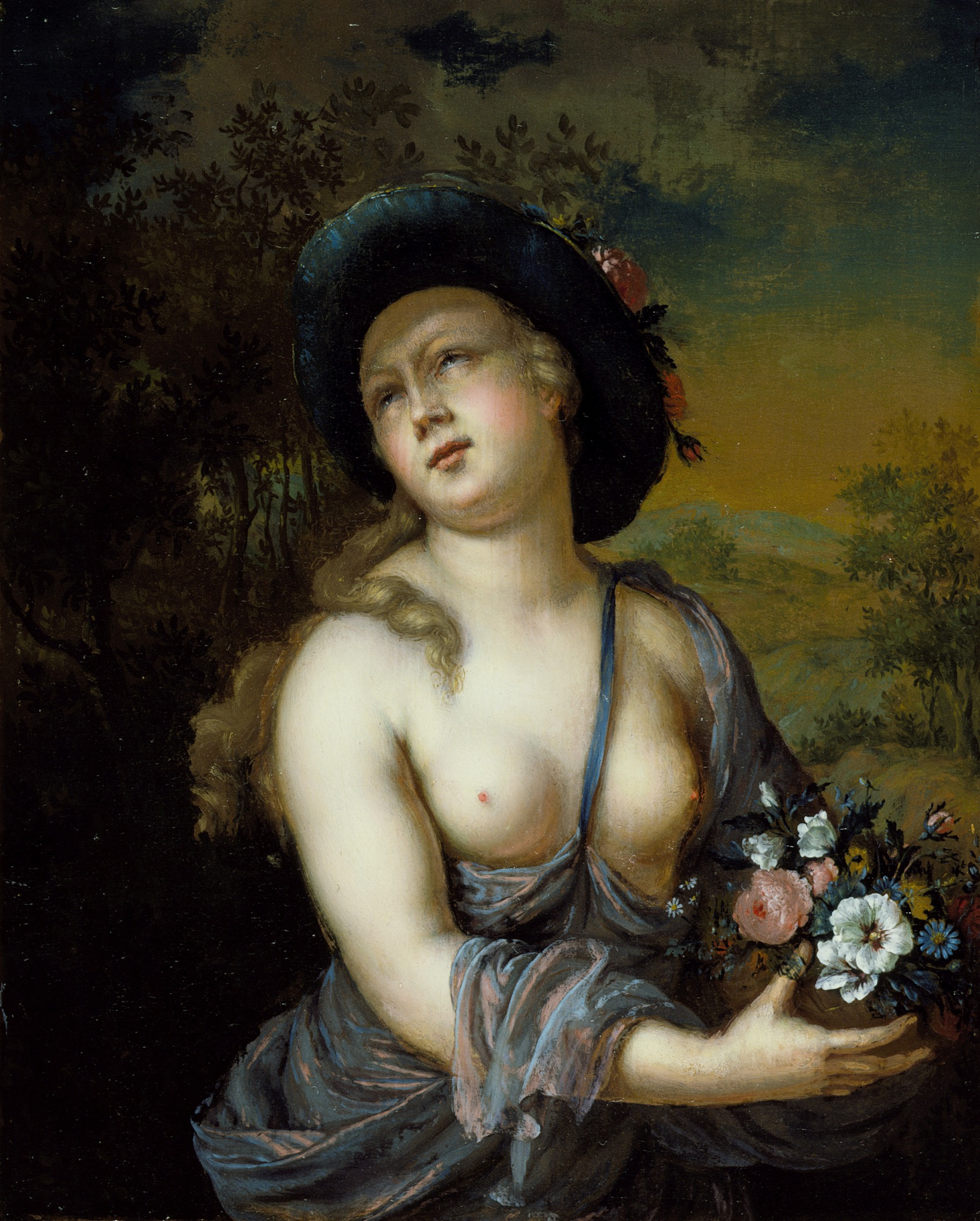
Flora (ca. 1720)

## Penningkunde
- 1726 Beschrijving der Bisschoppelijke munten en zegelen van Utrecht in 't byzonder, midsgaders van den oorsprong, de waarde en benaming van 't geld, het verschil der muntstoffen en weegingen, de waarde der metaalen, 't recht van geldmunten, en het eerste geldgebruyk in 't algemeen: opgesteld en verzameld door Frans van Mieris, Leiden, S. Luchtmans, Dirk Haak en Joh. Arn. Langerack1726. Van Mieris' aantekeningen daarop zijn meer dan een eeuw later door A.D. Schinkel uitgegeven, 's-Gravenhage 1838

## Historicus
- 1726 Kerkelijke historie en Outheden der zeven Vereenigde Provincien in zes deelen, uit het Latijn van Van Heussen en Van Rijn,3 delen, Leiden 1726, 3 delen.
- 1732-1735 Historie der Nederlandsche Vorsten, uit de Huizen van Beyere, Borgonje en Oostenrijk, 's-Gravenhage 1732-1735, 3 delen. Het handschrift berustte ca. 1870 bij Dr. G. Munniks van Cleef te Utrecht.
- 1740 Chronyk van Holland van den Klerk uit de laage landen bij der zee , met eenige aantekeningen zoo van P. Scriverius als van den uitgever [Frans van Mieris (II)], Leiden, 1740.
- 1743 Antwerpsche Chronykje  (1500-1547, F.G.V. Leiden, 1743
- 1748 Verhandeling over de leenroerigheid van het graafschap Holland,  mitsgaders eenige aanmerkingen op 't werk van Mr. Gerard van Loon, Leiden, Pieter van Eyk, 1748, herdrukt in 1768
- 1753 Groot charterboek der graaven van Holland, van Zeeland, en heeren van Vriesland, beginnende met de eerste en oudste brieven van die landstreeken, en eindigende met den dood van onze graavinne, vrouwe Jacoba van Beijere ... [over de periode 723-1436], 4 delen, Leiden 1753-1756; hierbij behoort: Chronologisch register op het vervolg van het Groot-Charterboek van Van Mieris, aanwezig op het Rijks-archief te 's Hage, bewerkt door A. Elink Sterk jr. en uitgegeven door het Provinciaal Utrechtsch Genootschap, Utrecht 1859 [een inhoudsopgave van de eerste vier delen - over de periode 1436-1482 - van een onuitgegeven vervolg]
- 1757 Verhandeling over het samenstellen en beoefenen der Historien, inzonderheid der geschiedenis van Holland (onder het pseudoniem Zographos, Leiden, 1757, Amsterdam 1790, herdr. met aantekeningen van P.G. Witsen Geysbeek, Amsterdam 1826
- 1759 Handvesten en privilegien van Leyden, Leiden 1759
- 1762 bijdrage aan het eerste deel van de Beschrijving van Leyden van Mr. Dan. van Alphen, 3 delen, Leiden 1762-1784.
- 1768 Verhandeling over de leenroerigheid van het Graafschap in Holland, Van der zelver oorsprong, eigenschap en vernietiging: mitsgaders Eenige aanmerkingen op 't werk van den Heer Mr. Gerard van Loon, Leiden 1768, herdruk van uitg. 1748

- Bibliothèque nationale de France: cb14966597j (data)
- Biografisch Portaal: 16002105
- Digitale Bibliotheek voor de Nederlandse Letteren: mier001
- Gemeinsame Normdatei: 117027944
- International Standard Name Identifier: 0000 0000 6662 8643
- Library of Congress Control Number: n88139852
- Nederlandse Thesaurus van Auteursnamen: 068382480
- RKD-Nederlands Instituut voor Kunstgeschiedenis: 56020
- Système universitaire de documentation: 235110027
- Union List of Artist Names: 500009309
- Virtual International Authority File: 54419397
- WorldCat: E39PBJxWQMk4kgFx7qMCXXpHG3